# Глянец (фильм)
«Глянец» — российская комедийная мелодрама, вышедшая на экраны 23 августа 2007 года, снятая режиссёром Андреем Кончаловским. Внеконкурсный фильм-открытие программы «Кинотавра-2007». Премьера в России состоялась 20 августа 2007 года. Фильм показывает мир героев светской хроники — московских ВИПов середины первой декады 2000-х годов. А также заостряет внимание на драматизме резкого социального расслоения российских граждан тех лет.

## Сюжет
Галя (Юлия Высоцкая) выросла в Ростове в неблагополучной семье с сильно пьющими родителями. Она мечтает о красивой жизни, успехе и любви, но пока её жизнь больше напоминает пародию на глянцевые журналы и рекламные заставки: в свои 30 лет она работает швеей, снимает квартиру пополам с подругой, одевается на рынке, «гэкает», ведет себя вульгарно и встречается с местным бандитом Витьком. После публикации своего портрета на последней странице газеты «Комсомольская правда», отправленного на конкурс приятелем-фотолюбителем, она решает воспользоваться «шансом» и уехать в Москву, чтобы «раскрутиться».
Столица вовсе не рада провинциалке, но Галина не отступает, хотя раз за разом натыкается на препятствия на своем пути. Она сталкивается с главным редактором глянцевого журнала (Ирина Розанова), которая отказывает Гале в съемках, так как у неё неподходящий возраст и вульгарная внешность. Одновременно рассказывается личная история редактора, которая заводит роман с более молодым талантливым фотографом, которого забавы ради соблазняет её родная 20-летняя дочь…
Тем временем Галина, чтобы как-то «зацепиться» в модном бизнесе, устраивается швеей к известному модельеру «старой школы» Марку Шиферу (Ефим Шифрин) и время от времени продолжает встречаться с Витьком, также перебравшимся в Москву и устроившимся в охранное агентство для ВИПов.
Шифер готовит новую коллекцию, мучается от того, что стареет и не чувствует духа времени, боится подвести инвестора, «очень серьёзного человека», предчувствует провал… Ему помогает стилист и «светский персонаж» Стасис (Алексей Серебряков).
Во время показа коллекции Шифера Гале выпадает шанс подменить одну из моделей, но её выход на подиум оборачивается не триумфом, а скорее комедией… Вскоре сорвавшийся из-за стресса Шифер увольняет Галю. Но Стасис, который как оказалось тоже когда-то приехал из Ростова-на-Дону, принимает участие в судьбе «землячки» и устраивает в элитное модельное агентство… помощницей его владельца, гея Пети…
Под вывеской агентства на самом деле работает закрытое «бюро знакомств» для очень богатых людей: Петя с виртуозностью подыскивает девушек на любой вкус, обеспечивая олигархам эскорт-сопровождение, оргии на яхте, статусных любовниц и даже жён… Галя становится правой рукой Пети, организовывает его быт, ведет бухгалтерию, разруливает мелкие конфликты с девушками и клиентами… Уже хорошо узнав мир «глянца» изнутри и осознав, что в свои 30 она не вполне «ликвид», Галя тем не менее надеется на свой «шанс»… И он ей выпадает в тот момент, когда спивающийся от скуки и душевного одиночества олигарх Миша Клименко (Александр Домогаров) дает Пете заказ найти ему жену с внешностью и манерами Грейс Келли… Петя пересматривает сотни девушек из своей картотеки, но подходящий «вариант» обнаружить никак не удается… Неожиданно Стасис обращает внимание Пети на ставшую уже привычным элементом интерьера Галю — она обладает классической внешностью голливудской звезды и княгини Монако, но только Стасис сумел разглядеть это… Петя принимается «работать» над Галей, привлекая для этого армию стилистов, парикмахеров и фотографов. Получивший через некоторое время портрет преображенной Галины Клименко в восторге и с нетерпением ждёт встречи… Охранником олигарха при этом работает Витёк. А первое свидание Гали с «мужчиной мечты» будет проходить неожиданным для обеих сторон образом…

## В ролях
| Актёр               | Роль                                        |
| ------------------- | ------------------------------------------- |
| Юлия Высоцкая       | Галя Соколова                               |
| Ирина Розанова      | Марина Юрьевна, редактор глянцевого журнала |
| Александр Домогаров | Миша Клименко, олигарх                      |
| Ефим Шифрин         | Марк Шифер, модельер                        |
| Алексей Серебряков  | Стасис                                      |
| Геннадий Смирнов    | Петя                                        |
| Илья Исаев          | Витёк                                       |
| Ольга Милоянина     | Жанна                                       |
| Ольга Арнтгольц     | Настя, дочь Марины Юрьевны                  |
| Андрей Носков       | Глеб Селезнёв, фотограф глянцевого журнала  |
| Александр Ильин     | Микула, бизнесмен                           |
| Артемий Троицкий    | Марк, вор в законе                          |
| Ёла Санько          | мама Гали                                   |
| Юрис Лауциньш       | Фёдор, отец Гали                            |
| Татьяна Арнтгольц   | Оксана                                      |
| Олег Комаров        | олигарх                                     |
| Алексей Гришин      | Федя, режиссёр модного показа               |
| Михаил Полицеймако  | журналист                                   |
| Алексей Колган      | Володя                                      |
| Владимир Вишневский |                                             |
| Петр Листерман      | Олег, врач-онколог                          |
| Светлана Светикова  | камео                                       |
| Светлана Конеген    | камео                                       |
| Александр Песков    | камео                                       |
| Наталья Романова    | Алла Пугачёва                               |
| Елена Дробышева     |                                             |
| Яна Поплавская      |                                             |
| Елена Перова        |                                             |
| Владимир Ширяев     |                                             |
| Эльмира Туюшева     | Ингеборге                                   |
| Тимофей Трибунцев   | Валера, фотограф-любитель из ателье         |

## Награды и номинации
Юлия Высоцкая была номинирована в категории «Лучшая женская роль» на премию MTV Russia Movie Awards в 2008 году.

## Оценки критиков
Кинокритик, обозреватель журнала Русский Newsweek Юрий Гладильщиков высказался:
Кончаловский высказал на киноэкране то, что утверждал в публицистических речах еще в конце 80-х, будучи, как ни печально признать, пророчески прав... Он оказался единственным в том смысле, что скептически оценил шансы СССР - России стать высокоразвитой западной страной

## Места съёмок
- «Дворец» олигарха Клименко снимался в подмосковной усадьбе Середниково, где до начала 1990-х размещался туберкулезный санаторий[4][5]
- Сцена с дефиле приглашёнными светскими знаменитостями и репортёрами, выступавшими в роли камео, снята в специально построенном шатре в Москве в июне 2006 года[6]
- Ростов-на-Дону и прилегающие деревни снимались в эпизодах жизни главной героини до приезда в Москву[7]

## Интересные факты
Кадр из фильма был использован для оформления обложки альбома «Dystopian Partycollection II» шведского индастриального музыкального проекта Deutsch Nepal. 